# Akaneiro ni Somaru Saka
Akane-iro ni Somaru Saka (あかね色に染まる坂 lit. La colina teñida de rosa pálido?) también conocido como Akasaka, es una novela visual para adultos japonesa desarrollada por Feng, siendo su primera publicación para la PC como un DVD el 27 de julio de 2007. Una versión para todo público sin contenido adulto fue lanzada al mercado bajo el título Akaneiro ni Somaru Saka: Parallel el 31 de julio de 2008 por GN software para la Playstation 2. Este fue lanzado también para la Playstation Portable el 17 de diciembre de 2009, bajo el título Akaneiro ni Somaru Saka: Portable. El gameplay en Akaneiro ni Somaru Saka sigue una línea argumental que ofrece escenarios predeterminados con cursos de interacción, y se centra en el atractivo de los seis personajes principales femeninos. Dos novelas ligeras fueron publicadas en diciembre de 2007 y febrero de 2008, escritos por distintos autores, y un show de radio por internet empezó en abril de 2008. Una adaptación al manga se publicó en la revista de Kadokawa Shoten, Comp Ace el 26 de junio de 2008, ilustrado por Homare Sakazuki. Una adaptación al anime producida por TNK y dirigida por Keitaro Motonaga y transmitida en Japón entre octubre y diciembre de 2008.

## Gameplay
El Gameplay de Akaneiro ni Somaru Saka requiere un poco de interacción de parte del jugador hacia el juego ya que la mayoría de este, se basa en la lectura del texto que aparece en pantalla, lo cual representa el diálogo entre personajes o los pensamientos del protagonista. Muy a menudo, el jugador tendrá que escoger entre múltiples opciones. El tiempo en el que estas pueden ser seleccionadas será como mucho un minuto. El gameplay se detiene en esos momentos dependiendo de la opción que escoja el jugador, la trama se desarrollará en una dirección específica. En la versión original, hay seis direcciones distintas en las que la historia puede volcarse y que el jugador podrá experimentar, una por cada heroína de la historia. Este número incrementó a siete en la versión para Playstation 2. Para ver todas las líneas argumentales, el jugador tendrá que jugarlo múltiples veces y tomar diferentes decisiones para que este lo conduzca en una dirección alternativa. Una de las metas del gameplay en la versión de PC; para el jugador es la de ver escenas hentai representadas por el protagonista, Jun'ichi, y a una de las seis heroínas teniendo relaciones sexuales.

## Argumento
Juunichi es un joven estudiante con una vida escolar muy normal junto a sus amigos y amigas en la escuela. Sin embargo, cierto día, una chica nueva llega transferida a su salón y se presenta como su prometida. Juunichi, que no sabe nada de esto, discute con ella acerca de lo que ha dicho y, finalmente, llegan al punto en el que no desean saber nada del otro. Una vez en casa, sus padres le explican la situación y como es que los dos están obligados a casarse y para eso tienen que salir juntos seguido y hacer que florezca el amor. Si a eso se suma el hecho de que Juunichi es secretamente querido por otras chicas, solo problemas pueden nacer de esta relación. 

## Personajes
Jun'ichi Nagase (長瀬 準一 Nagase Jun'ichi?)
(Seiyū: Wataru Hatano) (Anime), Juan Carlos Revelo (español latino)
Jun'ichi es el protagonista de la serie. Él es un estudiante de segundo año de secundaria con la reputación de haber sido un chico rebelde en la escuela primaria, es en este período que se ganó el apodo de Geno Killer sin embargo cambió de vida desde que se encontró con su hermana Minato, de la que está secretamente enamorado, cosa que no admite por ser hermanos. Su vida da un inesperado giro cuando se entera de que tiene una prometida llamada Yuuhi Katagiri a la que él había visto anteriormente y a quien por un malentendido termina besando, lo cual complica la situación. Confundido no se decide entre la hermosa Yuuhi y su amada hermana Minato.
Yuuhi Katagiri (片桐 優姫 Katagiri Yūhi?)
(Seiyū: Harumi Sakurai) (PC), Rie Kugimiya (Anime/PS2), Montserrat Aguilar (español latino)
Es la principal heroína de esta historia, es sumamente hermosa, lo cual le trae muchos problemas; ya que es constantemente perseguida por hombres. Un día ella es acosada por dos hombres y Jun'ichi la salva, es a partir de este momento en el que ella empieza a sentir un poco de atracción hacia él. Sin saberlo ella se transfiere a su misma escuela ya que había oído que su prometido vivía por los alrededores. Su pequeña atracción se convierte en odio cuando este la besa en frente toda la clase y aún más cuando descubre que él es su prometido. Es definida como la tsundere del grupo. Mide 153 centímetros y sus medidas son 79-55-82.
Minato Nagase (長瀬 湊 Nagase Minato?)
(Seiyū: Hikaru Mizusawa) (PC), Aya Hirano (Anime/PS2), Cynthia Chong (español latino)
Es la hermosa y querida hermana menor de Jun'ichi, un año menor que el para ser exactos. Asiste a la misma escuela que Jun'ichi, cursando el primer año. Es muy diligente, amable y bondadosa, responsable con las tareas del hogar y está orgullosa de ello. La consanguinidad entre ella y el protagonista difiere en cada versión de la historia; en el anime no se aclara si tiene o no parentesco de sangre con él, en el juego para PC se especifica que sí existe tal relación, pero en la versión de PS2 no tienen relación sanguínea alguna. En el anime su hermano si corresponde su amor ya que no podía vivir sin ella y además ella cambió su vida, en el manga sus sentimientos no son correspondidos por Jun'ichi. Es definida como la Onee-sama dentro del grupo. Nació el 2 de mayo, mide 162 centímetros y sus medidas son 83-57-84.
Tsukasa Kiryu (霧生 つかさ Kiryū Tsukasa?)
(Seiyū: Mina Motoyama) (PC), Marina Inoue (Anime/PS2), Angie Villa (español latino)
Es una estudiante de segundo año en la misma clase de Jun'ichi, es su amiga de la infancia. Ella es miembro del club periodístico. Tiene una personalidad extrovertida, le encanta chismear y bromear con Jun'ichi.Es definida dentro de grupo como la amiga de la infancia.Su cumpleaños es el 28 de noviembre , mide 165 centímetros y sus tres medidas son 95-60-91.
Nagomi Shiraishi (白石 なごみ Shiraishi Nagomi?)
(Seiyū: Miru) (PC), Ryō Hirohashi (Anime/PS2), Dolores Mondragón (español latino)
Es una estudiante de primer año, ella está en la misma clase de Minato. Tiene un aire misterioso, se dice que es una alien; aunque no lo parece. Ella de alguna manera aparece en momentos y lugares de forma oportuna y constante. Nació el 21 de abril , sus medidas son 75-53-78 y mide 144 centímetros.
Mitsuki Siina (椎名 観月 Shiina Mitsuki?)
(Seiyū: Misono Moritani) (PC), Rie Tanaka (Anime/PS2), Dulce Chino (español latino)
Ella es la presidenta del consejo estudiantil. Es una estudiante de tercer año muy popular entre los estudiantes. Le gusta utilizar a Jun'ichi como su “secretario” asignándole tareas propias del cuerpo estudiantil.Es definida como la presidenta del consejo estudiantil dentro del grupo. Su cumpleaños es el 27 de mayo , mide 157 centímetros y sus medidas son 86-57-82.
Mikoto Tachibana (橘 ミコト Tachibana Mikoto?)
(Seiyū: Fūri Samoto) (PC), Erino Hazuki (Anime/PS2), Lili Vela (español latino)
Mikoto es una estudiante de tercer año, en la misma clase de Mitsuki.Es definida como la amable sempai dentro del grupo. Su cumpleaños es el 3 de septiembre , mide 153 cent´metros y sus medidas son 81-51-81.
Karen Ayanokouji (綾小路華恋 Ayanokōji Karen?)
(Seiyū: Emiri Katō) (Anime/PS2), Harumi Nishizawa (español latino)
Karen es una estudiante de segundo año, en la misma clase de Jun'ichi. Ella es un personaje original, cuya primera aparición fue en Parallel. Ella proviene de una familia adinerada, como Yuuhi, se enorgullece de ello y por eso intenta actuar siempre como una dama. Ella finalmente admite haberse enamorado de Jun'ichi, declarando ser la rival de Yuuhi, creyendo que Jun'ichi está enamorado de ella. Dentro del grupo ella es la ojou-sama. Su cumpleaños es el 30 de agosto , mide 160 centímetros y sus medidas son 84-56-82.
Fuyuhiko Nishino (西野 冬彦 Nishino Fuyuhiko?)
(Seiyū: Daisuke Kishio) (PC), Akira Ishida (Anime/PS2), Edwin Hernández (español latino)
Seijirou Sugishita (杉下 清次郎 Sugishita Seijirō?)
(Seiyū: Jin Aoshima) (PC), Rikiya Koyama (Anime/PS2), Óscar Gamboa (español latino)
Es el profesor de Jun'ichi. A pesar de ser muy estricto en lo académico, en realidad es una persona muy extrovertida, especialmente con Jun'ichi.
Sai Fijimiya (藤宮 彩 Fujimiya Sai?)
(Seiyū: Hikaru Kaga) (PC), Yū Kobayashi (Anime/PS2):
Aya Nijo (二条亜矢 Nijō Aya?)
(Seiyū: Rokumi Maminami) (PC), Kaori Fukuhara (Anime/PS2):
Ella es la secretaria y tesorera del consejo estudiantil.Dentro del grupo es la chica con gafas. Su cumpleaños es el 10 de octubre, mide 155 centímetros y sus medidas son 82-56-84
Yutori Shiraishi (白石 ゆとり Shiraishi Yutori?)
(Seiyū: Nagare Aokawa) (PC), Ryō Hirohashi (Anime/PS2):

## Desarrollo
Akaneiro ni Somaru Saka es el quinto proyecto del tipo novela visual desarrollado por el estudio Feng, el cual es muy similar al cuarto desarrollado por este, llamado Aozora no Mieru Oka. El productor del juego es Uezama. El proyecto usa cuatro diferentes artistas para el diseño de personajes: Tsubasu Izumi (Diseñadora de Yuuhi, Mitsuki y Mikoto), Ryohka (Diseñador de Minato y Nagomi), Naturalton (Diseñador de Tsukasa), y Akira Sawano (Diseñador del protagonista y los extras). El escenario fue diseñado en su totalidad por Kenji Saitō. Para la versión de Playstation 2, una heroína adicional llamada Karen Ayanokōji fue incluida y diseñada por Manabu Aoi.

### Historia liberada
El 23 de julio de 2007, un demo gratuito de Akaneiro ni Somaru Saka estuvo disponible para ser descargado en el sitio web oficial de Feng. En el demo el jugador interpreta a uno de los personajes principales algo típico del gameplay de una novela visual, lo cual significa que este en algunos momentos deberá tomar decisiones críticas, intentado llevar la historia en una dirección específica. La versión completa de este juego fue lanzada al mercado el 27 de julio de 2007 como un DVD reproducible solo para Microsoft Windows PC. Conteniendo la actuación de voz de todos los personajes con la excepción de Jun'ichi. Una versión para el Playstation 2 sin contenido adulto fue lanzada al mercado el 31 de julio de 2008 por GN software bajo el título de Akaneiro ni Somaru Saka: Parallel.

## Adaptaciones

### Novela ligera
Dos novelas ligeras fueron producidas. La primera fue publicada el 15 de diciembre de 2007 por Harvest, escrita por Mutsuki Mizusaki e ilustrada por Akira Sawano. La segunda, publicada el 29 de febrero de 2008 por Kill Time Communication, fue escrita por Mao Shinji, la ilustración de la portada por Riohka, siendo las ilustraciones internas de Piēru Yoshio. Un art book de la novela visual llamado Akaneiro ni Somaru Saka Official Fan Book fue publicado el 29 de febrero de 2008 por Broccoli.

### Show de radio por internet
Un show de radio por internet para promover Akaneiro ni Somaru Saka: Parallel llamado Koyama Rikiya×Hirohashi Ryō no Akaneiro ni Somaru Radio salió al aire el 2 de abril de 2008, siendo distribuido por Nico Radio. El show es transmitido en línea todos los jueves, y cuenta con Rikiya Koyama y Ryo Hirohashi como sus presentadoras, ellas también son quienes interpretan a Seijiro Sugishita y Nagomi Shiraishi de la novela visual. Cada episodio está compuesto por siete segmentos. Varios Seiyūs han aparecido en el show como invitados incluyendo a Erino Hazuki (Como Mikoto), Marina Inoue (Como Tsukasa), Miyuki Hashimoto, Emiri Kato (Como Karen), y Kaori Fukuhara (Como Aya).

### Manga
Una adaptación al manga empezó a ser publicada en la revista de Kadokawa Shoten; Comp Ace el 26 de junio de 2008. La historia está basada en la novela visual que la precedió, y está ilustrada por Homare Sakazuki.

### Anime
Una adaptación al anime producida por el estudio de animación TNK y dirigida por Keitaro Motonaga salió al aire en Japón a través de la pantalla de Chiba TV en el 2 de octubre y el 18 de diciembre de 2008. El tema de apertura del anime, se tituló “Hatsukoi Parachute”, siendo su intérprete Miyuki Hashimoto y el tema de cierre “Sweet Gift” por Rie Kugimiya. Un segundo tema de cierre llamado “Confusion…” fue utilizado en el episodio tres, e interpretado por Ryo Hirohashi.TNK cometió un error en los créditos ya que el tema antes mencionado “Hatsukoi Parachute” fue colocado con el nombre de “Ren'ai Parachute”. Una OVA adicional fue desarrollada el 26 de junio de 2009 y lanzado al mercado a con el séptimo DVD de la compilación de la serie. El licenciador de anime Sentai Filmworks ha obtenido los derechos para producir “completa compilación” en DVD de todos los capítulos incluyendo la OVA, el cual fue lanzado el 8 de marzo de 2011. 
En marzo de 2024, Anime Onegai adquirió los derechos de transmisión de la serie en América Latina junto con su doblaje latino.

## Música
La versión para PC de la novela visual constó de dos temas principales, un tema de apertura y otro de cierre. El tema de apertura, "Setsunasa no Gradation" (せつなさのグラデイション Setsunasa no Guradeishon?), es interpretada por Miyuki Hashimoto, escrita por Aki Hata, melodía fue compuesta por Akiko Tomita y organizado por Junpei Fujita. El tema de cierre, "Akaneiro ni Somaru Saka" (あかね色に染まる坂?) , es interpretado por Chiki-chan, escrito por, Aki Hata y compuesto por Yūichi Nakano. La versión de PS2 utilizó un tema diferente de apertura, "Akane no Saka" (あかねの坂?), el cual es interpretado y a su vez fue compuesto por Miyuri Hashimoto, escrito por Noboru Yamaguchi, y organizado por Masaki Suzuki. La banda sonora para el juego de PC llamado Gradation! fue desarrollado por Lantis y lanzado al mercado el 31 de octubre de 2008 conteniendo dos discos.